# Boleophthalmus boddarti
Boleophthalmus boddarti és una espècie de peix de la família dels gòbids i de l'ordre dels perciformes.

## Morfologia
- Els mascles poden assolir 22 cm de longitud total.[5][6]

## Hàbitat
És un peix de clima tropical i demersal.

## Distribució geogràfica
Es troba des de l'Índia fins a Nova Guinea i la Xina. També és present al Golf Pèrsic.

## Observacions
És inofensiu per als humans.